# ロター・トムス
ロター・トムス（Lothar Thoms、1956年5月18日 - 2017年11月5日）は、ドイツ（旧東ドイツ）、グーベン出身の自転車競技（トラックレース）選手。

## 来歴
1kmタイムトライアルのスペシャリストとして、世界選手権自転車競技大会では1977年～1979年及び1981年（1980年は五輪開催年のため、同大会では実施されず）に優勝。1980年モスクワオリンピックでは、1分02秒995の世界記録をマークして金メダルを獲得した。
特に1981年は東ドイツ最優秀選手賞を獲得した。

## 主な戦績
1977年
- トラックレース世界選手権 1kmTT 優勝
- 東ドイツ選手権 1kmTT 優勝

1978年
- トラックレース世界選手権 1kmTT 優勝
- 東ドイツ選手権 1kmTT 優勝

1979年
- トラックレース世界選手権 1kmTT 優勝

1980年
- モスクワオリンピック
  -  1kmTT 優勝

1981年
- トラックレース世界選手権 1kmTT 優勝

1982年
- トラックレース世界選手権 1kmTT 2位

1983年
- トラックレース世界選手権 1kmTT 3位
- 東ドイツ選手権 1kmTT 優勝